# Alianza Mundial para la Seguridad Hídrica y el Saneamiento
La Alianza Mundial para la Seguridad Hídrica y el Saneamiento (GWSP por sus siglas en inglés), anteriormente denominada Programa de Agua y Saneamiento (WSP por sus siglas en inglés, parte a su vez del Proyecto de Agua y Saneamiento Rural, RWSP), es un fideicomiso administrado por el Banco Mundial dirigido a mejorar el acceso al agua y las infraestructura de agua y saneamiento para países subdesarrollados. La GWSP trabaja en más de 25 países a través de oficinas regionales en África, Asia Oriental Asia del Sur, América Latina, el Caribe, y una oficina en Washington D. C. 
 La GWSP es principalmente conocida por su tarea de proporcionar asistencia técnica, construir alianzas y capacitar. La GWSP se centra tanto en cambios regulatorios y como estructurales, y también lleva adelante proyectos de cambio del comportamiento, como un escalado de un programa de higiene de manos y otro escalado de un plan de saneamiento. Un aspecto clave adicional del trabajo de la GWSP es compartir el conocimiento y las buenas prácticas a través de múltiples canales. La GWSP ha determinado 5 áreas focales: sostenibilidad, inclusión, instituciones, financiación y resiliencia.
Heath P. Tarbert es el director ejecutivo suplente para los Estados Unidos.

## Actividades
Además de otros proyectos sobre el terreno, el programa publicó 108 notas de campo y escritos técnicos en 2016. Durante este año, algo menos de 40 millardos de dólares estadounidenses ($) fueron distribuidos en todo el mundo, mayoritariamente en África. El programa divide sus esfuerzos entre el desarrollo de infraestructura de suministro de agua y de saneamiento, y las investigaciones sobre el bienestar de las comunidades que carecen de tales instalaciones.

### Países donde opera la GWSP

#### África
| País       | Visión general de proyecto | Coste proyectado ($)      |
| ---------- | --- | ------------------------- |
| Benín      | - Reducir pérdidas de la red de suministro de agua con un programa de rehabilitación y mantenimiento preventivo - Programa de mantenimiento en el lugar - Dirigir la nueva financiación a las áreas peor cubiertas (Ouémé, Atlantique y Borgou) para reducir disparidades geográficas - Condiciones laborales seguras y mayor formación de los empleados que trabajan en saneamiento             | 40 millones de $ (M$)/año |
| Etiopía    | - Acabar con la defecación al aire libre y mejorar las instalaciones en el sector público y los hogares - Mejorar el acceso a agua potable - Desarrollar programas para fomentar el vertido apropiado de residuos y el lavado de manos | 633 500 $/año             |
| Kenia      | - Diseñar y poner en marcha una base de datos para seguir la funcionalidad y la cobertura de los sistemas rurales de suministro de agua - Invertir en opciones de alcantarillado de bajo coste que incluyen pequeños pozos negros y depuradoras descentralizadas - Recaudar fondos para transmisión y el almacenamiento de agua para satisfacer la demanda y el aumento esperado de la población | 487 M$/año                |
| Madagascar | - Mejorar la eliminación de las heces - Mejorar las instalaciones en el sector público y los hogares - Ampliar el acceso sostenible y asequible a agua y saneamiento | 17,3 M$                   |
| Níger      | - Desarrollar la estrategia de financiación del subsector de saneamiento e higiene - Mejorar las instalaciones en el sector público y los hogares - Desarrollar programas para fomentar el vertido apropiado de residuos y el lavado de manos | 40 M$/año                 |
| Senegal    | - Asegurar más recursos hídricos para suministrar a Dakar - Mejorar la fiabilidad y previsibilidad de la financiación establecida en los presupuestos del Estado - Instalar un sistema de autorización para las empresas que vacían fosas sépticas - Mejorar las instalaciones en el sector público y los hogares                                                                                | 65 M$/año                 |
| Tanzania   | - Realizar según las mejores prácticas internacionales las encuestas a los hogares sobre saneamiento - Revisar la política de solo usar dinero público para la ampliación del alcantarillado en favor de un planteamiento más favorable a los pobres | 125 M$/año                |

#### Asia Oriental y Pacífico
- Bangladés
- Camboya
- India
- Indonesia
- Laos
- Pakistán
- Filipinas
- Vietnam

#### Latinoamérica
- Bolivia
- Ecuador
- Haití
- Honduras
- Nicaragua
- Perú

### Otras áreas focales

#### Terminar con la defecación al aire libre
El programa ha dedicado mucha influencia a acabar con la defecación al aire libre (OD por sus siglas en inglés), que afecta a 1 millardo de personas en todo el mundo y se estima causa unas 842 000 muertes anualmente por la propagación de enfermedades intestinales. Como parte del RWSP, el WSP empezó una extensa recogida de datos en varios países para explorar los factores que contribuyen a la defecación al aire libre en áreas rurales. La metodología desarrollada se ha denominado el marco SaniFOAM. Se centra en identificar las prácticas o actitudes concretas que necesitan mejorarse en una comunidad, y entonces encontrar soluciones para influirles con el objetivo de acabar con la defecación al aire libre.

#### Proyecto de Agua y Saneamiento Rural
El Programa de Agua y Saneamiento (WSP) se centró mayoritariamente en áreas metropolitanas. El Proyecto de Agua y Saneamiento Rural se centró principalmente en las áreas rurales que no tienen acceso a los materiales que sí están disponibles en las zonas metropolitanas. El RWSP amplía las infraestructuras de agua y alcantarillado en países donde solo existen en una pequeña parte del territorio. El RWSP utiliza técnicas para cambiar hábitos de las personas y mercadotecnia de saneamiento con el objetivo de crear demanda de productos y servicios que mejoren la calidad del agua. A comienzos de 2006 se aplicó en la India, Indonesia, y Tanzania. Después se extendió a una docena de países.

#### Programa de Alianza por el Agua
El Programa de Alianza por el Agua (WPP por sus siglas en inglés) se centra en el uso agrícola del agua. El WPP reconoce que el 70 % del agua dulce está siendo utilizada en la agricultura. El WPP está investigando en agricultura y dando pasos para favorecer que los cultivos empleen agua reciclada, en vez de agua directamente extraída de la naturaleza, que se reserva para consumo humano.

## Metodología

### Sostenibilidad
La GWSP ha declarado que su objetivo es promover y cofinanciar iniciativas del sector privado en países con acceso limitado al agua. El razonamiento de la GWSP tras este apoyo al sector privado es que sostienen que las compañías de agua privadas son capaces de proporcionar mejor acceso con menos coste, y que el sector público carece de los recursos para mejorar el acceso al agua. Sin embargo se ha criticado la privatización de agua que la GWSP ha promovido en países en desarrollo. Algunas críticas incluyen cómo, por afán de lucro, las compañías privadas de agua no construyen las infraestructuras más adecuadas, y una vez que terminan las ayudas de los países desarrollados para la construcción de estas infraestructuras, muchos hogares de ingresos bajos no pueden afrontar el coste del agua.
La GWSP da los siguientes pasos para asegurar la sostenibilidad del suministro de agua:
- Plan para el futuro crecimiento de la población, la urbanización y el cambio climático
- Infraestructura construida para durar y ser mantenida[18]

### Inclusión
La GWSP incluye a todo el mundo y asegura que no se discrimine a nadie dejándolo sin agua o dificultándole el acceso a ella.

### Instituciones
Las instituciones existentes (entre ellas compañías de agua públicas o privadas, y organismos reguladores) operan según reglas establecidas, que pueden funcionar mejor o peor. La GWSP intenta elaborar las reglas para que estas instituciones amplíen y mejoren sus servicios.

### Financiación
Se ha estimado que para proporcionar un acceso adecuado a agua y alcantarillado en los países en desarrollo deben invertirse anualmente 114 millardos de $ hasta 2030. Para lograrlo, la GWSP está dando los pasos para equilibrar las fuentes de ingresos, hacer que el agua sea asequible y mantener la viabilidad del agua.

### Resiliencia
Los fenómenos meteorológicos extremos y el calentamiento mundial afectarán a cómo trabaja la GWSP. Para amortiguar el choque se promueve infraestructura de suministro de agua más resiliente al aumento de la temperatura.

## Historia
En un esfuerzo por mejorar la tecnología de agua y saneamiento de los países pobres, el Banco Mundial y el Programa de las Naciones Unidas para el Desarrollo (PNUD) fundaron el WSP en 1978.
El WSP y el UNDP invirtieron la mayoría de sus esfuerzos en probar tecnologías baratas y eficaces como bombas manuales y letrinas para su aplicación en el período 1980-1990. Sin embargo, cuando otros gobiernos y organizaciones del mundo empezaron a desarrollar soluciones y estrategias sistémicas para conseguir el acceso al agua y al saneamiento, el WSP siguió esta línea para ampliar su impacto.
A comienzos del período 1990-2000 el WSP trabajó en soluciones sostenibles para que las comunidades se proporcionaran agua a sí mismas. Sus objetivos principales eran crear sistemas de suministro que, una vez puestos en marcha, pudieran permanecer en operación con la única participación de las personas de la comunidad, sin necesidad de intervención externa. A finales de esa década, el programa dividió sus esfuerzos entre proyectos sobre el terreno e investigación de los sistemas hídricos del mundo.

## Donantes
El WSP es financiado por países como Australia, Austria, Canadá, Dinamarca, Finlandia, Francia, Irlanda, Luxemburgo, Netherlands, Noruega, Suecia, Suiza, Reino Unido y Estados Unidos, así como por la Fundación Bill y Melinda Gates.